# San Miguel de Guadalupe
San Miguel de Guadalupe fu il primo insediamento europeo in quello che è attualmente il territorio degli Stati Uniti, fondato dallo spagnolo Lucas Vázquez de Ayllón nel 1526. La colonia perdurò appena tre mesi nell'inverno di quell'anno, prima di essere abbandonata all'inizio del 1527.

## Storia
I diari indicano che nel 1521, de Ayllón, un ricco proprietario di piantagioni da zucchero di Santo Domingo, aveva inviato Francisco Gordillo a nord per esplorare il continente. Dopo aver raggiunto le Bahamas, questi si unì al cugino, lo schiavista Pedro de Quexos (Pedro de Quejo), e ad altri due capitani di ventura. Il gruppo sbarcò al "Fiume di San Giovanni il Battista", oggi identificato come il Pee Dee River, dove riuscirono a catturare 70 nativi da vendere ad Hispaniola, tra i quali vi era uno, a cui venne dato il nome di Francisco de Chicora dopo il battesimo forzato, che diede agli spagnoli molte informazioni etnologiche circa la sua provenienza, da Chicora appunto, terra governata dal re Datha di Duahe (Duarhe). I Siouan catturati vennero descritti come di carnagione chiara e vestiti di pelli.
Ayllón ottenne una patente da Carlo V nel 1523 e nel 1525 inviò nuovamente Quexos (che nel frattempo si era riappacificato coi nativi) ad esplorare la linea costiera a nord della Baia del Delaware, ottenendo persino che due uomini per ogni provincia nativa potessero fare con lui ritorno in Spagna per imparare lo spagnolo ed imparare le arti e i mestieri.
A metà del luglio del 1526, Ayllón era pronto a stabilire una colonia di 600 uomini e 100 cavalli. Egli perse tre delle sue navi in un fiume da lui denominato Giordano (oggi identificato col Santee). Il gruppo sbarcò nella Winyah Bay, presso l'attuale città di Georgetown, il 29 settembre (nel giorno della Festività degli Arcangeli) e Francisco de Chicora li abbandonò in questo punto. Secondo quanto riportato da Pietro Martire d'Anghiera, il gruppo procedette ancora circa 40 leghe marittime e finalmente raggiunse un altro fiume, il Guadalupe, dove costruirono finalmente l'insediamento di San Miguel de Gualdape, l'8 ottobre. Ad ogni modo ancora oggi il luogo esatto della fondazione di questa colonia è largamente discusso tra gli storici del colonialismo spagnolo in america.
Questa colonia fu un fallimento e lo stesso Ayllón morì in seguito, tra le braccia di un frate domenicano. Le cause del fallimento della colonia furono molteplici, dal rigido inverno di quell'anno, alla scarsità di rifornimenti, per le malattie e per i contrasti con le tribù locali. Nella primavera del 1527, Francisco Gomez tornò con 150 sopravvissuti a Hispaniola su due vascelli, uno dei quali poi si arenò nel viaggio.

### Schiavitù e ribellione
Il primo gruppo di afroamericani ad aver posto piede in quelli che oggi sono gli Stati Uniti venne portato proprio nel primo insediamento eretto da Ayllón. L'impiego di schiavi africani nella colonia è documentato a partire dal 1526 e segnerà inevitabilmente l'inizio della tratta che perdurerà per diversi secoli. Nel bel mezzo delle dispute tra i coloni sulla legittimità della schiavitù in accordo coi principi cristiani, si verificò una rivolta tra gli schiavi, alcuni dei quali riuscirono a fuggire nell'entroterra e qui si insediarono con le popolazioni locali. Questo incidente è considerata la prima ribellione degli schiavi in Nord America.

### La prima messa cattolica negli Stati Uniti
I frati domenicani Antonio de Montesinos e Anthonio de Cervantes si trovavano tra i coloni di San Miguel de Gualdape. Già all'epoca i sacerdoti erano obbligati quotidianamente a celebrare i divini offici e per questo motivo si ha ragione di ritenere che essi celebrarono la prima messa proprio a San Miguel de Gualdape, anche se rimane ignota la data e il luogo preciso.